# عبد العزيز زكريا
عبدالعزيز زكريا (ولد 20 أكتوبر 1963 في الخرطوم، السودان) هو لاعب كرة قدم سوداني سابق ومدرب حاليًا، لعب لنادي الهلال السوداني وللمنتخب خلال عقد الثمانينيات.

## نشأته
درس الاولية والاعدادي في الديوم، أحد احياء الخرطوم قبل ان يكتمل تعليمه الثانوي في مدرسة جمال عبد الناصر في الخرطوم (القسم التجاري).

## مسيرته الكروية
بدأ مسيرته الكروية الاحترافية بالانضمام إلى فريق النيل عام 1983، ليقضي فيه ثلاث سنوات ومن بعدها تم تسجيله لفريق الهلال (العاصمي) عام 1986 ويلعب معه عددا من المباريات الدولية ولكنه في عام 1990 وبعد مسيرة كروية حافلة في السودان، هاجر إلى دولة قطر واستقر به المقام في الدوحة.
انضم منقستو في عام 1983 إلى المنتخب السوداني ولعب معه نحو عشر سنوات.

### في قطر
هاجر عبدالعزيز زكريا إلى دولة قطر في عام 1990 وخلال السنوات اللاحقة لعب لصالح عدد من الاندية القطرية  مثل  الشمال ثم المرخية واخيرا مع نادي  ام صلال، ليعتزل ويتفرغ تماما للتدريب في عام 2001، حيث وقع عقد التدريب اولا مع نادي المرخية (درجة اولى) ثم مدرب لفئات سنية صغيرة في نادي السيلية من عام 2002 إلى عام 2009 ، ثم انتقل إلى نادي السد لتدريب الاشبال من عام 2009 إلى عام 2020، ويشغل حاليا المشرف الفني نادي ام صلال.
في هذه الأثناء حصل على عدد من الشهادات الاكاديمية في مجال التدريب.